# Fernando Maximiliano de Baden-Baden
Fernando Maximiliano de Baden-Baden (em alemão:  Ferdinand Maximilian com Baden-Baden; Baden-Baden, 23 de setembro de 1625 – Heidelberga, 4 de novembro de 1669) foi um nobre alemão, pertencente à Casa de Zähringen, e que foi Príncipe herdeiro da Marca de Baden-Baden.

## Biografia
Fernando Maximiliano era o filho mais velho do Marquês Guilherme de Baden-Baden e de Catarina Úrsula de Hohenzollern-Hechingen.
Após as negociações entre o Cardeal Mazarino e o embaixador Krebs, chanceler do Marquês de Baden-Baden  , Fernando Maximiliano casa a 15 de março de 1653 na igreja de Saint-Eustache, em Paris, junto ao Hôtel de Soissons, com a princesa Luísa Cristina de Saboia-Carignano, filha de Tomás Francisco, Príncipe de Carignano e tia do famoso Eugénio de Saboia.
Estes casamentos entre príncipes católicos alemães e princesas de Saboia são, então, muito frequentes, com muitos membros da Casa de Saboia a instalarem-se na Alemanha, nomeadamente em Baden onde ocupam cargos oficiais.
O seu contrato de casamento, assinado a 15 de março de 1653, está arquivado no Institut de France, entre muitos outros manuscritos importantes..
Deste casamento nasceu um filho, a 8 de abril de 1655, Luís Guilherme, que teve como padrinho o rei Luís XIV. Três meses mais tarde, chamado pelo pai para regressar ao seu país, Fernando Maximiliano esforça-se por convencer a mulher a deixar a glamourosa corte de Versalhes e mudar-se para Baden-Baden. Dada a sua recusa, ele pretende levar o filho, que a mãe pretende educar em França. O marquês consegue, então, através de um nobre de Saboia, retirar a criança do Hôtel de Soissons, residência da mãe.
Apesar deste acontecimento, Luísa Cristina, negativamente influenciada pela mãe, recusa-se a deixar Paris, e o casal permanece separado  
O jovem Luís Guilherme acabou por crescer longe da mãe, sendo educado sob orientação da segunda esposa do avô, Maria Madalena de Oettingen-Baldern (1619-1688).
Fernando Maximiliano não chegou a herdar a Marca de Baden-Baden (dado ter morrido antes do pai) mas, nos últimos anos de vida, acabou governou o país em representação do pai, ausente no Tribunal Imperial de Justiça.

## Morte
Em outubro de 1669, Fernando Maximiliano acompanhado pelo pai (o marquês Guilherme I), do irmão mais novo (Leopoldo Guilherme) e do seu filho (na altura apenas com 14 anos), vão visitar o eleitor do Palatinado Carlos I Luís em Heidelberga. Este convidou os 4 visitantes para uma caçada e, acidentalmente, a espingarda de Fernando Maximiliano disparou ferindo-o na mão. Os cirurgiões adiaram a amputação da mão e o príncipe, após alguns dias, acabou por não resistir à gangrena e morreu aos 44 anos..
Foi sepultado na igreja da Colegiada (Stiftskirche) de Baden-Baden. 